# Roman Kocfelda
Roman Kocfelda (* 20. února 1963) je bývalý český fotbalista, útočník.

## Fotbalová kariéra
V československé lize hrál za SK Sigma Olomouc. V československé lize nastoupil ve 30 utkáních a dal 5 gólů.

## Ligová bilance
| Ročník                                   | Zápasy | Góly | Klub             |
| ---------------------------------------- | ------ | ---- | ---------------- |
| 1. československá fotbalová liga 1985/86 | 6      | 0    | SK Sigma Olomouc |
| 1. československá fotbalová liga 1986/87 | 15     | 4    | SK Sigma Olomouc |
| 1. československá fotbalová liga 1987/88 | 9      | 1    | SK Sigma Olomouc |
| CELKEM                                   | 30     | 5    |                  |